# Parodiopsis
Parodiopsis är ett släkte av svampar. Parodiopsis ingår i familjen Parodiopsidaceae, klassen Dothideomycetes, divisionen sporsäcksvampar och riket svampar.
| Parodiopsis | \| \| Parodiopsis advena \| \| \| \| |
|             | \| \| Parodiopsis advena \| \| \| \| |
|             | Perisporina                          |
|             |                                      |
|             | Tretospora                           |
|             |                                      |
|             | Leptomeliola                         |
|             |                                      |
|             | Perisporiopsis                       |
|             |                                      |
|             | Ophioparodia                         |
|             |                                      |
|             | Balladyna                            |
|             |                                      |
|             | Neoparodia                           |
|             |                                      |
|             | Septoidium                           |
|             |                                      |
|             | Chevalieropsis                       |
|             |                                      |
|             | Balladynopsis                        |
|             |                                      |
|             | Parodiellina                         |
|             |                                      |
|             | Cicinnobella                         |
|             |                                      |
|             | Ophiomeliola                         |
|             |                                      |
|             | Scolionema                           |
|             |                                      |
|             | Dimeriella                           |
|             |                                      |
|             | Cleistosphaera                       |
|             |                                      |
|             | Stomatogene                          |
|             |                                      |
|             | Balladynocallia                      |
|             |                                      |
|             | Alina                                |
|             |                                      |
|             | Pilgeriella                          |
|             |                                      |
|             | Neohoehnelia                         |
|             |                                      |
|             | Parodiopsis advena                   |
|             |                                      |

|  | Parodiopsis advena |
|  |                    |